# سوپر جام
ابرجام یا سوپرجام (به انگلیسی: SuperCup) نوعی مسابقه در فوتبال، بسکتبال، هندبال، والیبال و راگبی است که بین قهرمانان فصل قبل جام حذفی کشور و لیگ برتر آن، انجام می‌گردد و آغاز کننده  فصل است.
سوپرجام قاره‌ای نیز وجود دارد، مانند سوپرجام اروپا که جزء مسابقات باشگاهی یوفا است که بین برندگان لیگ قهرمانان اروپا و لیگ اروپا برگزار می‌شود. در آمریکای جنوبی، سوپرجام آمریکای جنوبی بین برندگان رکوپا سودامریکانا و کونمبول لیبرتادوس و سودامریکانا برگزار می‌شود. همپنین سوپرجام‌های فرامرزی خاصی وجود دارد که بین قهرمانان لیگ دو کشور همسایه انجام می‌گردد. لیگ قهرمانان  سوپرجامی بین قهرمانان MLS آمریکا و قهرمانان لیگ برتر مکزیک و سوپر جام تماماً ایرلندی سوپرجام فرامرزی دیگری بین قهرمانان ایرلند شمالی و جمهوری ایرلنداست.
گاهی اوقات، این بازی‌ها رفت و برگشتی هستند و در ورزشگاه هر طرف بازی برگزار می‌شود، اما به طور فزاینده‌ای، بازی‌های یکباره در یک مکان بی‌طرف، مانند استادیوم ملی، انجام می‌شود. برخی از سوپرجام‌ها حتی در مکان‌های خارج از کشورشان مانند بازی‌های ایتالیا، فرانسه، اسپانیا، ترکیه، مکزیک و مصر برگزار می‌شوند و به طور فزاینده‌ای به عنوان رویدادهای تبلیغاتی برای آن لیگ در بازار جهانی عمل می‌کنند.
اگر قهرمانان لیگ قهرمان جام حذفی هم باشند، ممکن است با یک تیم نایب قهرمان یکی از مسابقات ( معمولاً از لیگ) بازی کنند.
فینالیسیما بین تیم ملی قهرمان  یوفا و کونمبول، همچنین به عنوان جام قهرمانان کونمبول-یوفا، به علاوه جام قهرمانان کونمبول–یوفا زنان آن، نمونه نادری از سوپر جام بین تیم‌های ملی در جهان است.

## فوتبال

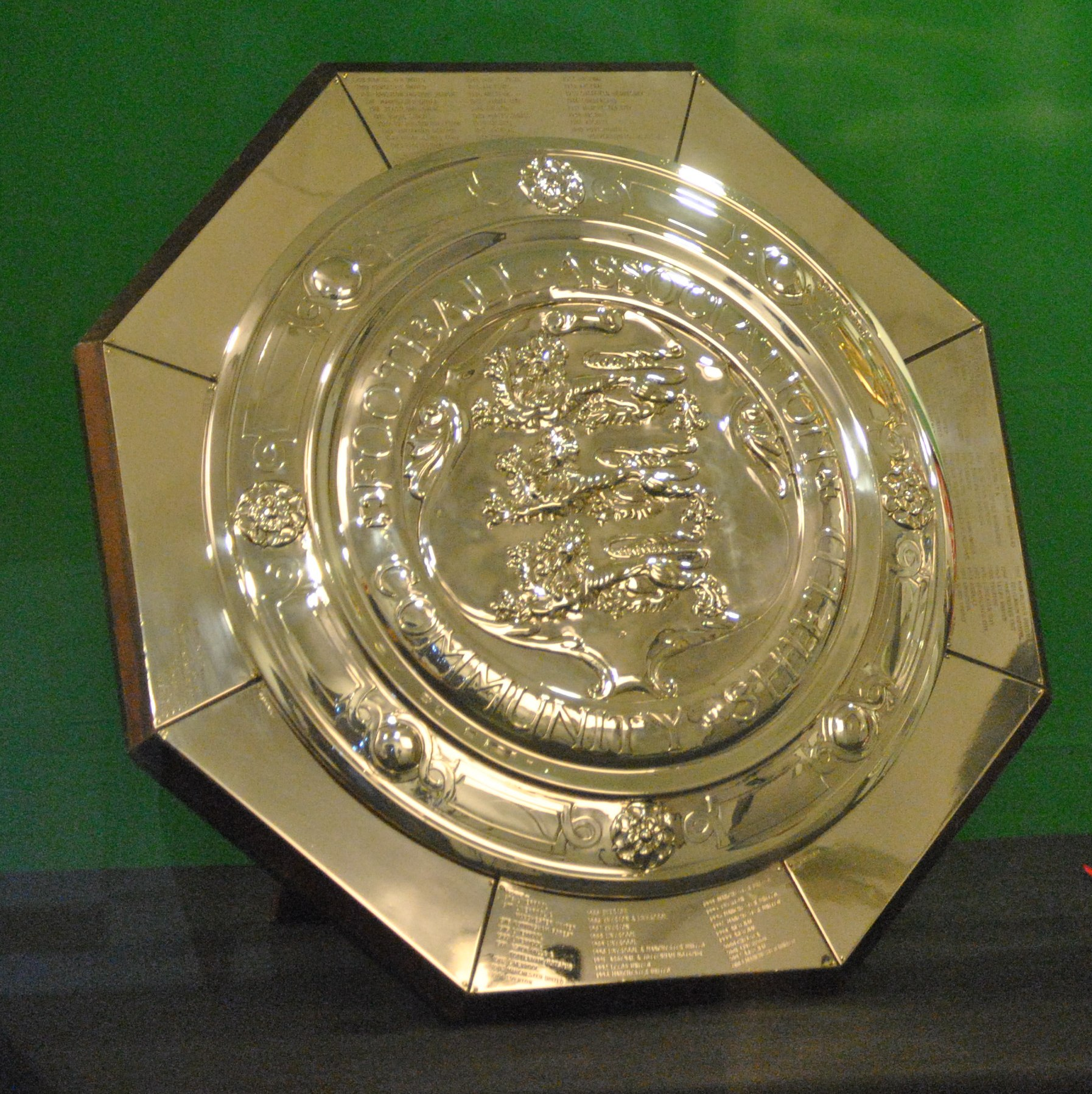
جام خیریه انگلستان بین قهرمانان لیگ برتر انگلیس و جام حذفی انگلیس برگزار می‌شود

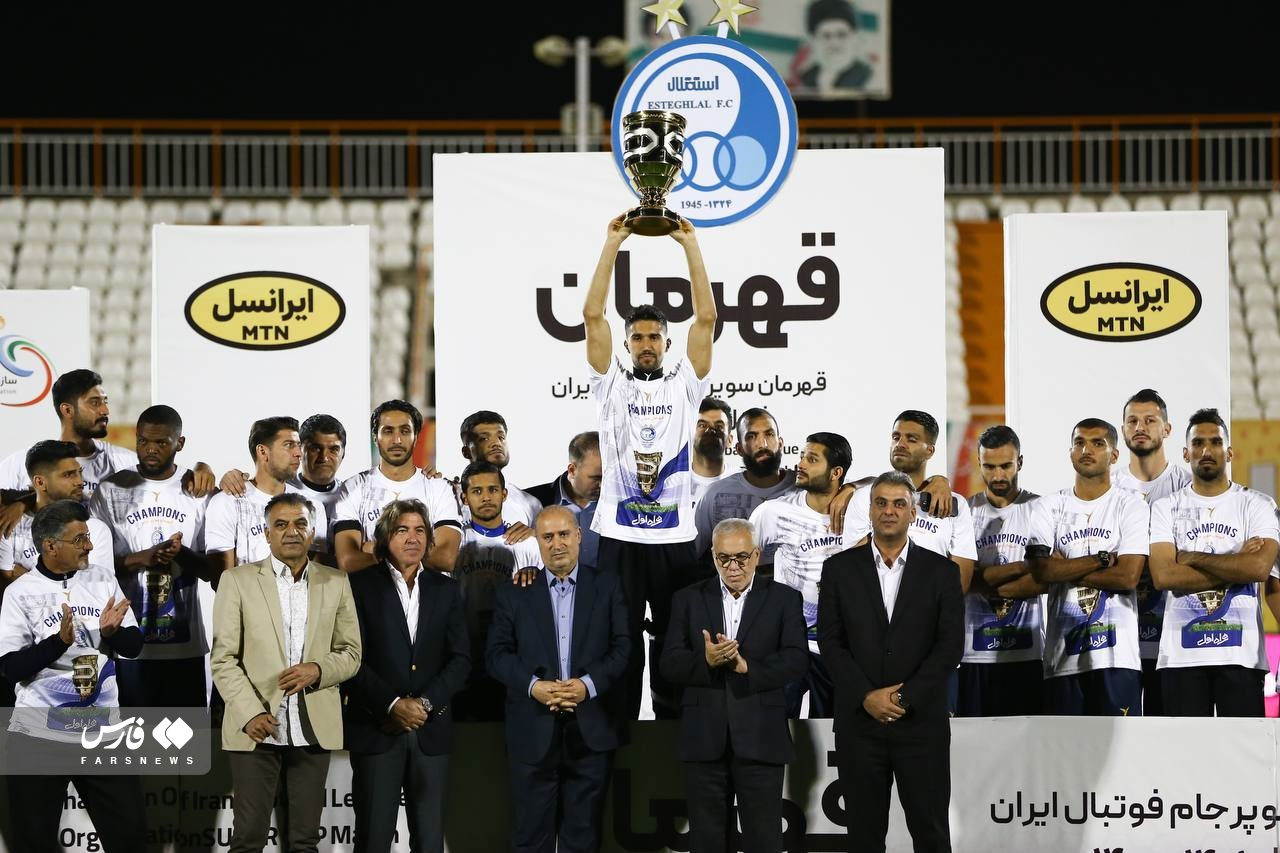
سوپر جام فوتبال ایران رقابتی است میان قهرمانان لیگ برتر و جام حذفی ایران

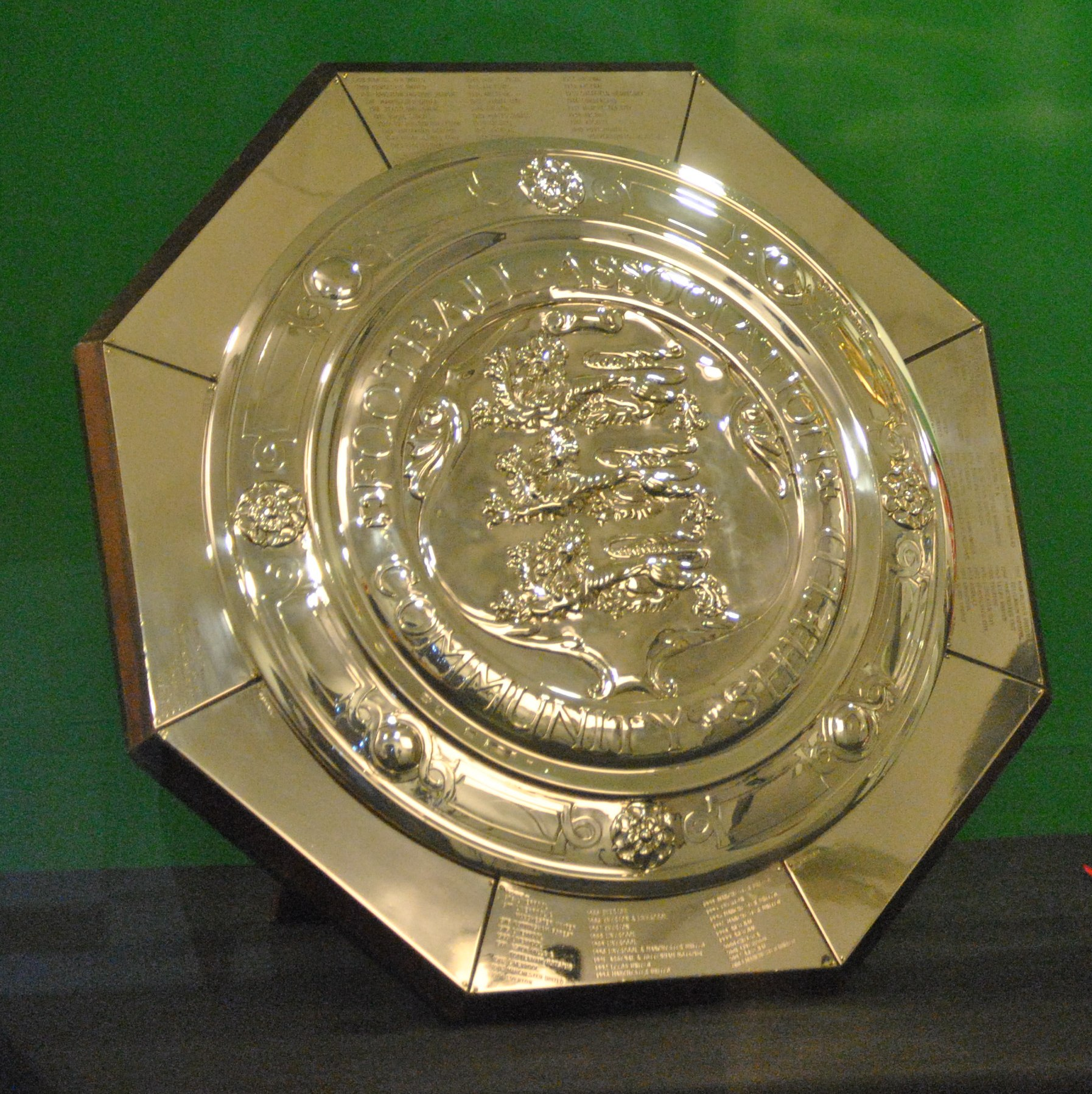
The FA Community Shield is contested by the champions of the Premier League and FA Cup

کشورهای زیر دارای سوپرجام فعال هستند:

### سوپرجام‌های ملی

#### AFC
- سوپر جام فوتبال بحرین
- سوپر جام فوتبال بنگلادش
- سوپر جام فوتبال برونئی
- سوپر جام فوتبال کامبوج
- سوپر جام فوتبال چین
- سوپر جام فوتبال ایران
- سوپر جام فوتبال عراق
- سوپر جام فوتبال ژاپن
- سوپر جام فوتبال اردن
- سوپر جام فوتبال قرقیزستان
- سوپر جام فوتبال کویت
- سوپر جام فوتبال لبنان، سوپر جام فوتبال بانوان لبنان
- سوپر جام فوتبال مالزی
- سوپر جام فوتبال مالدیو
- سوپر جام فوتبال مغولستان
- سوپر جام فوتبال میانمار
- سوپر جام فوتبال عمان
- سوپر جام فوتبال غزه، سوپر جام فوتبال کرانه باختری
- جام شیخ جاسم قطر، جام ولیعهد قطر
- سوپر جام فوتبال عربستان
- سوپر جام فوتبال سنگاپور
- سوپر جام فوتبال سوریه
- سوپر جام فوتبال تاجیکستان
- سوپر جام فوتبال تایلند
- سوپر جام فوتبال تیمور شرقی
- سوپر جام فوتبال ترکمنستان
- سوپر جام فوتبال ازبکستان
- سوپر جام فوتبال امارات
- سوپر جام فوتبال ویتنام
- سوپر جام فوتبال یمن

#### CAF
- سوپر جام فوتبال الجزایر
- سوپر جام فوتبال ساحل عاج
- سوپر جام فوتبال جیبوتی
- سوپر جام فوتبال مصر
- سوپر جام فوتبال غنا، سوپر جام فوتبال بانوان غنا
- سوپر جام فوتبال کنیا
- سوپر جام فوتبال لیبی
- سوپر جام فوتبال موریتانی
- سوپر جام فوتبال نامبیا
- سوپر جام فوتبال نیجریه
- سوپر جام فوتبال کونگو
- سوپر جام فوتبال سنگال
- سوپر جام فوتبال سومالی
- سوپر جام فوتبال تانزانیا
- سوپر جام فوتبال تونس

#### CONCACAF
- سوپر جام فوتبال کاستاریکا
- سوپر جام فوتبال سالوادور
- سوپر جام فوتبال گواتمالا
- سوپر جام فوتبال هندوراس
- سوپر جام فوتبال قهرمانی مکزیک
- سوپر جام فوتبال سورینام
- سوپر جام فوتبال ترنیداد و توباگو
- سوپر جام فوتبال ان‌دبلیواس‌ال ایالات متحده آمریکا

#### CONMEBOL
- سوپر جام فوتبال آرژانتین
- سوپر جام فوتبال قهرمانان لیگ حرفه‌ای آرژانتین
- سوپر جام فوتبال ملی آرژانتین
- سوپر جام فوتبال برزیل
- سوپر جام فوتبال شیلی
- سوپر جام فوتبال کلمبیا
- سوپر جام فوتبال اکوادور
- سوپر جام فوتبال پاراگوئه
- سوپر جام فوتبال پرو
- سوپر جام فوتبال اروگوئه

#### OFC
- سوپر جام فوتبال فیجی
- سوپر جام فوتبال نیوزلند
- سوپر جام فوتبال تاهیتی

#### UEFA
- سوپر جام فوتبال آلبانی
- سوپر جام فوتبال آندورا
- سوپر جام فوتبال ارمنستان
- سوپر جام فوتبال بلاروس
- سوپر جام فوتبال بلژیک
- سوپر جام فوتبال بوسنی و هرزگوین
- سوپر جام فوتبال بلغارستان
- سوپر جام فوتبال کرواسی
- سوپر جام فوتبال قبرس، سوپر جام فوتبال بانوان قبرس
- جام خیریه انگلستان، جام خیریه بانوان انگلستان
- سوپر جام فوتبال استونی، سوپر جام فوتبال بانوان استونی
- سوپر جام فوتبال جزایر فارو
- سوپر جام فوتبال فرانسه، سوپر جام فوتبال بانوان فرانسه
- سوپر جام فوتبال گرجستان
- سوپر جام فوتبال آلمان، سوپر جام فوتبال بانوان آلمان
- سوپر جام فوتبال جبل طارق
- سوپر جام فوتبال ایسلند
- سوپر جام فوتبال اسرائیل
- سوپر جام فوتبال ایتالیا، سوپر جام فوتبال بانولن ایتالیا
- سوپر جام فوتبال قزاقستان
- سوپر جام فوتبال کوزوو
- سوپر جام فوتبال لتونی
- سوپر جام فوتبال لیتوانی
- سوپر جام فوتبال مالت
- سوپر جام فوتبال مولداوی
- سوپر جام فوتبال هلند
- سوپر جام فوتبال نروژ
- سوپر جام فوتبال ایرلند شمالی
- سوپر جام فوتبال لهستان
- سوپر جام فوتبال پرتغال, سوپر جام فوتبال بانوان پرتغال
- سوپر جام فوتبال ایرلند
- سوپر جام فوتبال رومانی
- سوپر جام فوتبال روسیه
- سوپر جام فوتبال سان مارینو
- سوپر جام فوتبال اسپانیا، سوپر جام فوتبال بانوان اسپانیا
- سوپر جام فوتبال ترکیه
- سوپر جام فوتبال اوکراین

#### سوپرجام‌های بسته شده
- جام قهرمانان لیگ برتر آرژانتین
- سوپر جام فوتبال اتریش
- سوپر جام فوتبال آذربایجان
- سوپر جام فوتبال بنگلادش
- سوپر جام فوتبال بلژیک-هلند
- سوپر جام فوتبال کامرون
- جام آمریکای شمالی
- سوپر جام فوتبال جمهوری چک
- سوپر جام فوتبال دانمارک
- جام فوتبال دریای بالتیک
- سوپر جام فوتبال گابون
- سوپر جام فوتبال آلمان شرقی
- سوپر جام فوتبال یونان
- جام خیریه هنگ کنگ
- سوپر جام فوتبال مجارستان
- سوپر جام فوتبال هند
- جام خیریه اندونزی
- سوپر جام فوتبال ام‌اکس مکزیک
- سوپر جام فوتبال مراکش
- سوپر جام فوتبال چهار برتر ایرلند شمالی
- سوپر جام فوتبال مقدونیه
- سوپر جام فوتبال پرو
- سوپر جام فوتبال اسلواکی
- سوپر جام فوتبال اسلوونی
- سوپر جام فوتبال کره جنوبی
- سوپر جام فوتبال سوئیس
- سوپر جام فوتبال سوئد
- سوپر جام فوتبال تایلند
- جام فوتبال یای
- سوپر جام فوتبال کلانتر لندن
- سوپر جام فوتبال شوروی
- سوپر جام فوتبال یوگوسلاوی
- سوپر جام فوتبال قبرس شمالی

### سوپرجام‌های فرامرزی
- جام فوتبال آلدائو (توسط قهرمانان لیگ)
- سوپر جام فوتبال چکسلواکی (توسط قهرمانان جام)
- جام فوتبال لتونیه (توسط قهرمانان لیگ)
- جام قهرمانان (تمام ایرلند) (توسط قهرمانان لیگ)
- جام کمپئونز (توسط قهرمانان لیگ)
- سوپر جام فوتبال عربستان-مصر (قهرمانان لیگ در برابر قهرمانان جام)

### سوپرجام‌های قاره ای
- AFC: سوپر جام آسیا (بسته شده)
- CAF: سوپر جام آفریقا
- Conmebol: رکوپا سودامریکانا
- UEFA: سوپر جام اروپا

### سوپرجام منطقه ای
- UAFA: سوپر جام عرب (بسته شده)

### سوپرجام‌های بین قاره ای
- یوفا و کونمبول: جام بین قاره اروپا-آمریکای جنوبی (بسته شده)
- کونکاکاف و کونمبول: کوپا اینترامریکانا (بسته شده)
- AFC & CAF: جام باشگاهی آفریقا–آسیا (بسته شده)